# ミミック (架空の生物)
ミミック (Mimic) は、「真似る」「似せる」を意味する英単語であり、生物学における「擬態」を意味する。これにちなんで指すロールプレイングゲーム（以下、「RPG」）の世界に登場する怪物（モンスター）を、本項では記述する。

## 概要
他のものに姿を変える能力を持つ「シェイプシフター」 (Shapeshifter) と総称される怪物の一種。宝箱そっくりの姿をしており、ダンジョンや廃墟の中で数々の難関を乗り越えた冒険者が見つけて宝箱の中の財宝を手に入れるべく開けようとすると、箱の口が牙だらけの口と化して襲いかかり、冒険者は手痛いダメージを受けるというものである。RPGに登場する怪物の中でも比較的新しいものらしく、神話や民間伝承での存在は確認されていない。なお「やつし」などの訳語が使われる事もある。
実際に宝箱そっくりの外見なのか、別の外見を持つものが宝箱の姿に擬態しているのかは不明だが、日本のコンピュータRPG『ドラゴンクエストシリーズ』ではTRPG『ダンジョンズ&ドラゴンズ』の影響から、宝箱に擬態するものと解釈されている。
宝箱が本物の宝箱かミミックかを見分ける方法として、特に有効なものはない。距離を置いて攻撃することで見分ける方法も考えられるが、本物の宝箱であった場合は肝心の中身が壊れてしまうことがあり得るうえ、宝箱に罠が仕掛けられていた場合はそれが発動する可能性もあるため、有効とは言いがたい。また、ドラゴンクエストシリーズに限らず、ゲーム内でミミックと戦闘になった場合は、箱に入っているためか往々にして防御力や耐久力が高く、生半可な攻撃ではダメージすら与えられないこともある。
前述の『ドラゴンクエストシリーズ』以外にも『ウルティマシリーズ』『ダンジョンシージ』『ダークソウル』など、数々の作品に登場している。『ファイナルファンタジーシリーズ』では数種に体系化されており、魔法を使うものも存在する。似たものには、コンピュータRPG『ローグ』で宝箱やアイテムに擬態する怪物「ゼロック」がある。
特撮においてはスーパー戦隊シリーズの『魔法戦隊マジレンジャー』に登場しており、タクシーに擬態して人を襲う姿として描かれている。